# Tammer-Shakki
Tammer-Shakki – fiński klub szachowy z siedzibą w Tampere, wielokrotny mistrz kraju.

## Historia
Klub powstał poprzez połączenie w 2005 roku trzech lokalnych klubów szachowych. W sezonie 2005/2006 zespół zadebiutował w SM-liidze, zajmując dziesiąte miejsce. W sezonie 2006/2007 klub, występujący wówczas pod nazwą OpusCapita, zdobył pierwsze mistrzostwo kraju, a jego zawodnikami byli wówczas m.in. Aleksander Veingold i Mika Karttunen. W 2007 roku klub zadebiutował w Pucharze Europy, zajmując 42. miejsce. Rok później Tammer-Shakki uzyskał w europejskich rozgrywkach 37. pozycję.
Po zdobyciu tytułów wicemistrzowskich w latach 2008 i 2010, w sezonie 2010/2011 szachiści klubu zdobyli mistrzostwo, skutecznie je broniąc rok później. Następnie pozyskano takich zawodników, jak Aleksiej Szyrow, Igor Kowalenko i Arturs Neikšāns, z którymi klub zostawał mistrzem w latach 2015–2017, a także zajął dwunaste miejsce w Pucharze Europy w 2015 roku. W sezonie 2019/2020 klub zdobył siódmy tytuł mistrzowski.